# Drieschia melanostoma
Drieschia melanostoma är en ringmaskart som beskrevs av E. Ditlevsen 1917. Drieschia melanostoma ingår i släktet Drieschia och familjen Polynoidae. Inga underarter finns listade i Catalogue of Life.